# 埃里约河畔圣福蒂纳
埃里約河畔圣福蒂纳（法語：Saint-Fortunat-sur-Eyrieux，法語發音：[sɛ̃ fɔʁtyna syʁ eʁjø]）是法国阿尔代什省的一个市镇，属于普里瓦区。

## 地理
埃里约河畔圣福蒂纳（44°49'45"N, 4°40'32"E）面积22.07 平方千米，位于法国奥弗涅-罗讷-阿尔卑斯大区阿尔代什省，该省份为法国东南部内陆省份，北起顺时针与卢瓦尔省、伊泽尔省、德龙省、沃克吕兹省、加尔省、洛泽尔省和上盧瓦爾省接壤。
与埃里约河畔圣福蒂纳接壤的市镇（或旧市镇、城区）包括：埃里约河畔迪尼耶尔、吉亚克和布吕扎克、圣谢尔热拉塞尔、圣于连勒鲁、圣洛朗迪帕普、圣樊尚德迪尔福。

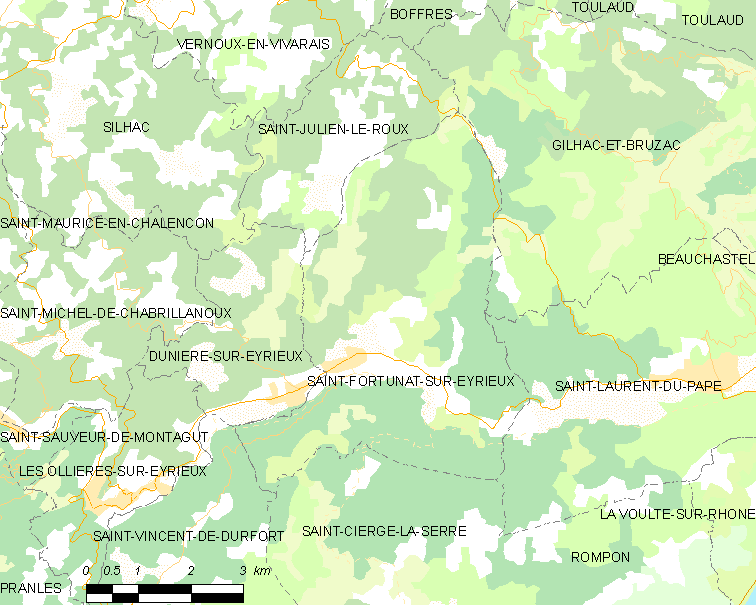
埃里约河畔圣福蒂纳的OSM定位图

埃里约河畔圣福蒂纳的时区为UTC+01:00、UTC+02:00（夏令时）。

## 行政
埃里约河畔圣福蒂纳的邮政编码为07360，INSEE市镇编码为07237。

## 政治
埃里约河畔圣福蒂纳所属的省级选区为罗讷-埃里约县。

## 人口

1962-2008年间埃里约河畔圣福蒂纳人口变化图示

埃里约河畔圣福蒂纳于2022年1月1日时的人口数量为806人。